# Sean Scully

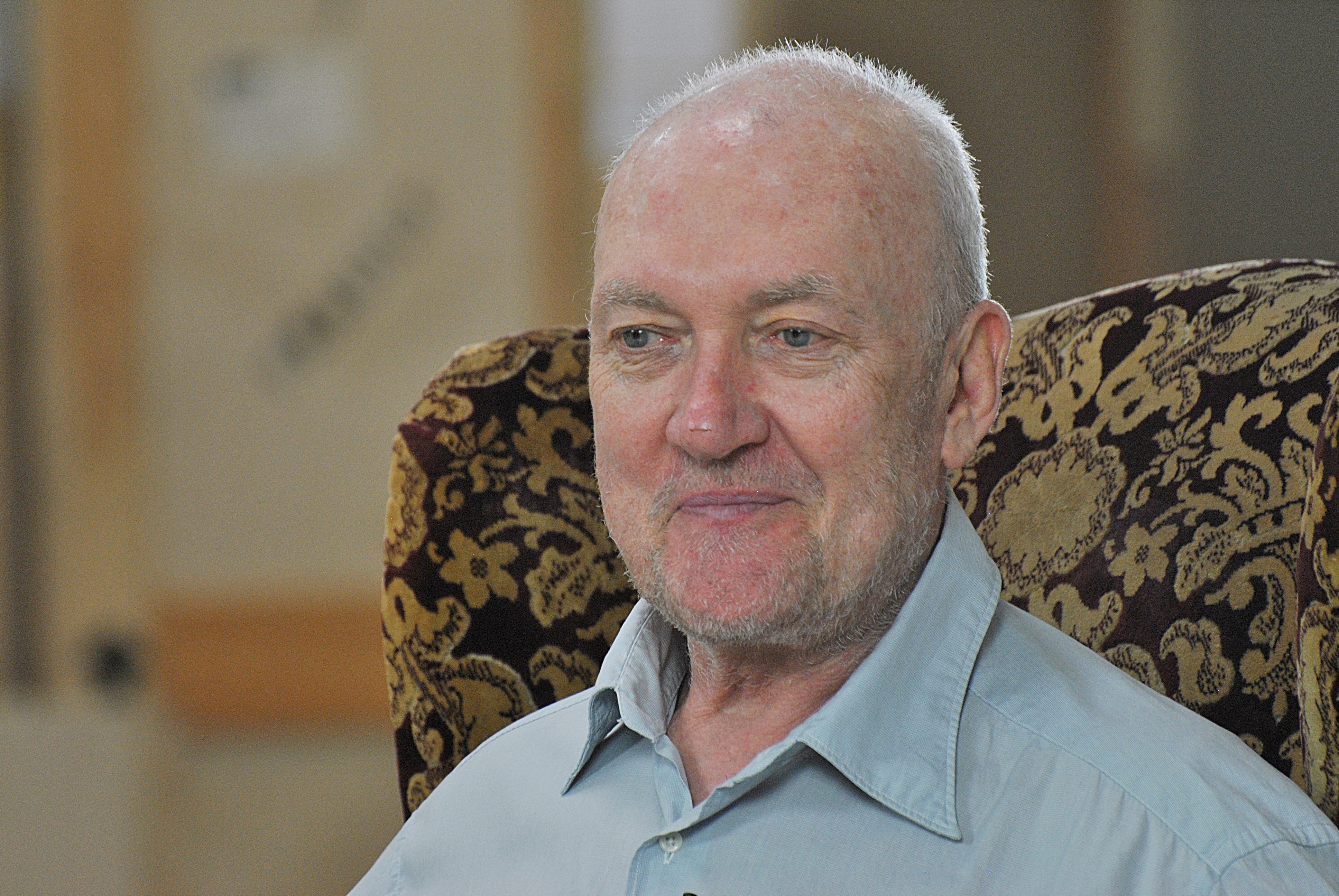
Sean Scully

Sean Scully (Dublino, 30 giugno 1945) è un pittore statunitense di origini irlandesi, due volte nominato ai Turner Prize. I suoi lavori sono nei maggiori musei del mondo.

## Biografia
Scully è nato a Dublino, Irlanda ma si trasferì con la sua famiglia in Inghilterra nel 1949. Qui studiò arte prima alla London's Croydon College of Art (ora Croydon College) poi alla Newcastle University e all'Università Harvard negli Stati Uniti d'America. Si stabilì a New York nel 1975 e divenne cittadino americano nel 1983.
Scully è stato nominato per il Turner Prize nel 1989 e nel 1993. Ha esibito in tutta Europa e negli Stati Uniti, ed è rappresentato nelle collezioni permanenti di vari musei e gallerie pubbliche, tra cui il Museum of Modern Art ed il Museo Guggenheim di New York, la National Gallery of Art ed il Smithsonian American Art Museum di Washington, il Fine Arts Museums di San Francisco, la National Gallery of Australia, la Tate Gallery di Londra, l'Irish Museum of Modern Art di Dublino ed in molti altri. Nel 2006 Scully donò otto dei suoi lavori alla Hugh Lane Gallery di Dublino, che aprì un'estensione nel maggio 2006 con una stanza interamente dedicata alle sue opere.
Inoltre è anche stato professore all'Akademie der Bildenden Künste München di Monaco di Baviera.
Nel 1996 la Galleria d'Arte Moderna di Bologna, nella sua sede di Villa delle Rose, gli ha dedicato la prima mostra personale in un museo italiano a cura di Danilo Eccher che ne curerà anche una mostra al MACRO di Roma nel 2007
Nella primavera del 2013 la Galleria nazionale d'arte moderna e contemporanea di Roma gli ha dedicato una mostra personale con una cinquantina di opere.
Nel 1998 è uscito il documentario Passenger di Robert Gardner sulla sua figura.

### Descrizione delle opere
I dipinti di Scully sono spesso composti di vari pannelli e sono astratti. Scully dipinge ad olio, a volte depositando la tintura leggermente fitta per creare una superficie strutturata. Oggi è uno dei più acclamati ed esibiti pittori al mondo. Dopo un breve periodo iniziale di pittura hard-edge, Scully abbandonò ogni altra tecnica per la sua preferita, quella della striatura. Per più di un quarto di secolo sviluppò e ridefinì il suo istantaneo e riconoscibile stile di una geometrica astrazione eroica. 
I suoi dipinti sono tipicamente coinvolti con le costruzioni architettoniche dei limitrofi muri o pannelli e sono costituiti di striature dense e lussuose. Benché frequentemente lavori su scala monumentale, anche su più modesta scala i suoi dipinti e lavori su carta emanano una gravità romantica di un tenore chiaramente urbano anziché rurale. Nei recenti anni ha aumentato queste caratteristiche anche decifrando un modo di decorazione compositiva più simile ad una scacchiera. Ha affermato che questo stile rappresenta il modo in cui l'Irlanda si è mossa verso una più diversificata società. Nel 2006 ha detto: "Ricordo la mia crescita in Irlanda e che ogni cosa cambiava, sia la terra che la gente."